# Bernhard Wicki
Bernhard Wicki, född 28 oktober 1919 i Sankt Pölten, Österrike, död 3 januari 2000 i München, Tyskland, var en österrikisk skådespelare och regissör inom teater och film.
Wicki var 1959 regissör till antikrigsfilmen Bron som Oscarnominerades och vann en Golden Globe. Filmen belönades också med Tyska filmpriset för bästa film. Under 1960-talet regisserade han bland annat den internationella filmproduktionen Besöket med Ingrid Bergman och Anthony Quinn i huvudrollerna, samt var kort verksam i Hollywood där han regisserade Sabotören med Marlon Brando. Som filmskådespelare debuterade Wicki 1940 i en statistroll. Från 1950 fram till 1994 medverkade han sedan i tyska filmer och TV-produktioner.

## Filmografi, urval
- 1954 – Den sista bron
- 1954 – Öster om Paris
- 1955 – Barn, mödrar och en general
- 1955 – Sanningen om 20 juli
- 1961 – Natten
- 1962 – Har du lust får du lov!
- 1977 – Den vänsterhänta kvinnan
- 1978 – Die gläserne Zelle
- 1984 – Paris, Texas